# Martinkoski församling
Martinkoski församling (finska: Martinkosken seurakunta) var en evangelisk-luthersk församling i Finland. Församlingen tillhörde Åbo ärkestift och Pemar prosteri. Martinkoski församling grundades år 2019 när S:t Mårtens församling och Koskis församling lades samman. Församlingen hade cirka 3 380 medlemmar. I slutet av 2017 hade S:t Mårtens församling 1 607 medlemmar och Koskis församling 2 001 medlemmar. Kyrkoherden i före detta Koskis församling, Tapio Hietalahti, blev Martinkoskis församlings kyrkoherde och kyrkoherden i den före detta S:t Mårtens församling blev kaplan i Martinkoski församling.
Den nya församlingen benämndes Martinkoski församling även om Institutet för de inhemska språken motsatte sig namnet. Institutet ansåg att namnet Martinkoski var problematiskt eftersom det inte fanns något boställe eller naturställe med sådant namn förut. Namnet S:t Mårtens församling rekommenderades av Institutet istället för Martinkoski.
Martinkoski församling blev en del av Salo församling 2023.

## Kyrkor och lokaler
Lista över församlingens kyrkor och lokaler:
- S:t Mårtens kyrka
- Koskis kyrka
- Koskis kapell
- S:t Mårtens jordfästningskapell